# Invasión de Portugal (1807)
```
1808 
1809 
1810 
1811
```

La invasión de Portugal (19-30 de noviembre de 1807) se produjo cuando un ejército de soldados franceses y españoles, al mando de Jean-Andoche Junot,  invadía el Reino de Portugal. El Imperio francés entraba así en un país que estaba gobernado por su Príncipe Regente Juan de Braganza (o João de Braganza). La operación militar dio lugar a la ocupación de Portugal. La presencia francesa y española fue desafiada por el pueblo portugués y por el Reino Unido en 1808. La invasión marcó el inicio de la guerra peninsular, parte de las guerras napoleónicas.
Amenazado por un humillante ultimátum de Napoleón, el gobierno portugués accedió a la mayoría de las exigencias del emperador francés. Sin embargo, Napoleón ordenó a Junot que iniciara la invasión, con la colaboración de tres divisiones del Reino de España. Paralizadas por el miedo y la indecisión, las autoridades portuguesas no ofrecieron resistencia. Junot ocupó Lisboa el 30 de noviembre de 1807, sólo para descubrir que João y muchas de las familias dirigentes habían escapado a Brasil a bordo de la flota portuguesa. Los franceses ocuparon rápidamente todo el país y se apropiaron o disolvieron el ejército portugués. Al año siguiente, los portugueses se rebelaron contra sus ocupantes. La siguiente acción fue la batalla de Évora en julio de 1808.

## Antecedentes
Cuando los Tratados de Tilsit pusieron fin a la Guerra de la Cuarta Coalición, el emperador Napoleón de Francia ya había expresado su irritación por el hecho de que Portugal estuviera abierto al comercio con el Reino Unido. La ira de Napoleón fue provocada porque Portugal era el aliado más antiguo de Gran Bretaña en Europa, Gran Bretaña estaba encontrando nuevas oportunidades para el comercio con la colonia de Portugal en Brasil, la Royal Navy utilizaba a menudo el puerto de Lisboa en sus operaciones contra Francia, y deseaba apoderarse de la flota de Portugal. Además, el Príncipe Juan de Braganza, regente de su madre enferma mentalmente la Reina María I había incumplido el Sistema Continental del emperador, una prohibición contra el comercio británico. También, la toma de Portugal encajaría perfectamente en los futuros designios de Napoleón contra España.

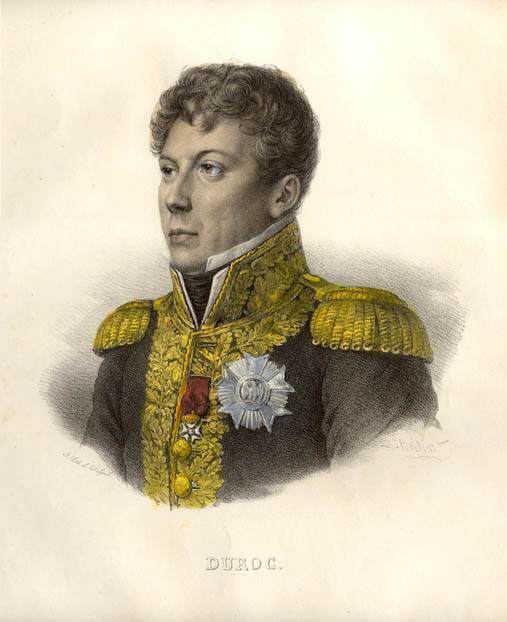
Géraud Duroc

El 19 de julio de 1807, Napoleón ordenó a su embajador portugués que informara a ese país de que debía cerrar sus puertos a la navegación británica antes del 1 de septiembre. El 2 de agosto se constituyó oficialmente el I Cuerpo del Ejército de Observación de la Gironda, con el General de División Jean-Andoche Junot al mando. Poco después, el Primer Imperio francés puso bajo embargo toda la navegación portuguesa en sus puertos. El 23 de septiembre, el emperador dejó claras sus intenciones cuando amenazó públicamente con deponer a la Casa de Braganza delante del ministro portugués en Francia.
Mientras tanto, el 12 de agosto de 1807 los embajadores de Francia y España habían entregado su ultimátum al Príncipe Regente de Portugal. Las notas exigían que Juan de Braganza declarara la guerra a Gran Bretaña, pusiera su flota a disposición de Francia y España, embargara todo el comercio británico en sus puertos y pusiera bajo arresto a todos los súbditos británicos. El príncipe Juan aceptó suspender las relaciones diplomáticas con Gran Bretaña y cerrar sus puertos, pero se abstuvo de embargar a los comerciantes británicos y sus bienes. Napoleón I lo consideró insuficiente y los embajadores francés y español pidieron sus pasaportes y abandonaron el país el 30 de septiembre.
El 12 de octubre, el cuerpo de Junot comenzó a cruzar el río Bidasoa hacia España a la altura de Irún. Poco después de este acontecimiento, se firmó el Tratado de Fontainebleau secreto entre Francia y España. El documento fue redactado por el mariscal de palacio de Napoleón I, Gérard Duroc y Eugenio Izquierdo, un agente de  Manuel Godoy, Príncipe de la Paz. El tratado proponía dividir Portugal en tres entidades. Oporto y la parte norte se convertiría en el Reino de Lusitania del Norte bajo el mando de Carlos II de Parma. La parte sur caería en manos de Godoy como Principado de los Algarves. El grueso del país, centrado en Lisboa, sería administrado por los franceses. Es probable que Napoleón nunca tuviera intención de cumplir las disposiciones del tratado. Aparte de su deseo de ocupar Portugal, su verdadero propósito puede haber sido introducir grandes fuerzas francesas en España para facilitar su posterior toma de posesión.

## Fuerzas

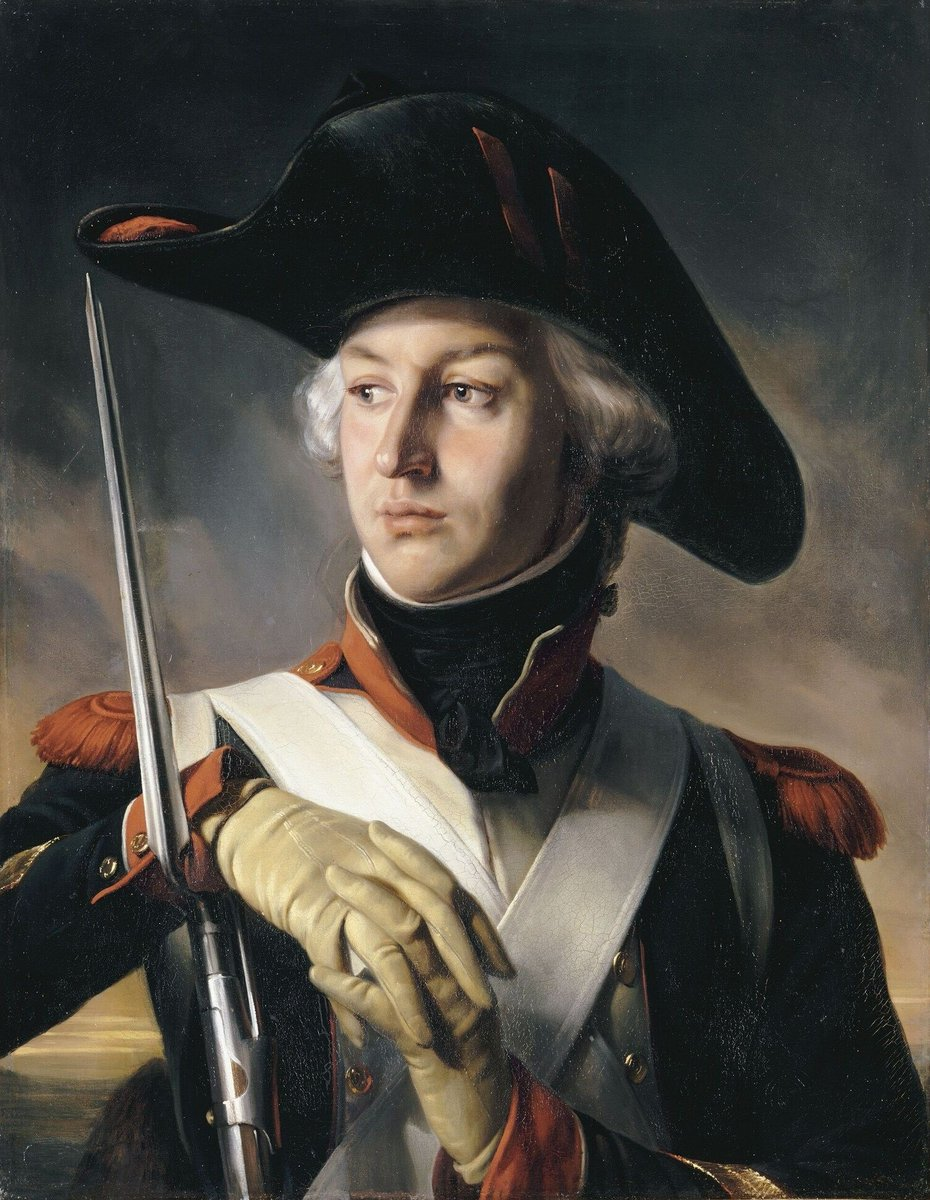
Jean-Andoche Junot de joven en 1792

Junot fue seleccionado porque había sido embajador de Portugal en 1805. Era conocido como un buen combatiente y un oficial activo, pero solo poseía talentos ordinarios como estratega y general. Napoleón prometió a su subordinado un ducado y un bastón de mando si su misión se llevaba a cabo con total éxito.
El cuerpo de 24.918 hombres de Junot estaba formado por una división de caballería a cargo del general de división François Étienne de Kellermann y tres divisiones de infantería a cargo de los generales de división Henri François Delaborde, Louis Henri Loison y Jean-Pierre Travot. El jefe de Estado Mayor de Junot era el general de brigada Paul Thiébault. La división de Kellermann, de 1754 efectivos, estaba compuesta por un escuadrón de cada uno de los 26 Chasseurs à Cheval (244), 1.º de  Dragones (261), 3.º de Dragones (236), 4.º de Dragones (262), 5.º de Dragones (249), 9.º de Dragones (257) y 15.º de Dragones (245). La caballería estaba dividida en dos brigadas bajo el mando de los generales de brigada Pierre Margaron y Antoine Maurin.

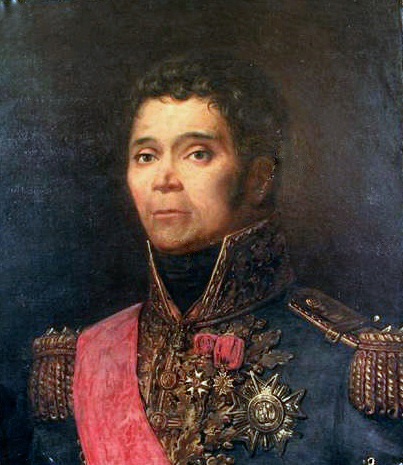
François de Kellermann

La 1.ª División de Delaborde, con 7848 hombres, incluía el 1.er Batallón del 4.º Regimiento Suizo (1190) y seis batallones franceses. Estos eran el 3º Batallón del 15.º Regimiento de Infantería de Línea (1033), el 2.º Batallón del 47.º de Línea (1210), el 1.º y 2.º Batallones del 70.º de Línea (2299), y el 1.º y 2.º Batallones del 86.º de Línea (2116). Las brigadas de Delaborde estaban dirigidas por los generales de brigada Jean-Jacques Avril y Antoine François Brenier de Montmorand. La 2ª División de Loison, con 8481 efectivos, estaba formada por el 2.º Batallón del 2.º Regimiento Suizo (755) y los 3º Batallones de las seis unidades francesas restantes. Estos eran el 2.º Regimiento de Infantería Ligera (1255), el 4.º Ligero (1196), el 12.º Ligero (1302), el 15.º Ligero (1314), el 32.º de Línea (1265) y el 58.º de Línea (1394). Los brigadistas de Loison eran los generales de brigada Hugues Charlot y Jean Guillaume Barthélemy Thomières.
La 3.ª División de Travot, con 5538 hombres, estaba compuesta por la Legión Hannoveriana (703) y siete batallones franceses. Estos eran el 1er Batallón de la Légion du Midi (797), los batallones 3 y 4 del 66.º Regimiento de Infantería de Línea (1004), y los 3.er Batallones del 31.º Ligero (653), 32.º Ligero (983), 26.º de Línea (537) y 82.º de Línea (861). Las dos brigadas de Travot estaban dirigidas por el general de brigada Louis Fuzier y Jean François Graindorge. Los artilleros, zapadores, maquinistas y demás personal eran 1.297. De los 30 000 hombres que finalmente sirvieron en el ejército de Junot, sólo unos 17 000 eran veteranos.
Según el Tratado de Fontainebleau, la fuerza de invasión de Junot debía ser apoyada por 25 500 hombres en tres columnas españolas. El general Taranco y 6500 soldados recibieron la orden de marchar desde Vigo para tomar Oporto en el norte. El Capitán General Solano avanzaría desde Badajoz con 9500 soldados para capturar el Elvas y su fortaleza. El general Caraffa y 9500 hombres recibieron instrucciones de reunirse en Salamanca y Ciudad Rodrigo y cooperar con la fuerza principal de Junot.
En 1807 la infantería portuguesa estaba organizada en 27 regimientos de los cuales tres eran coloniales. Los 24 restantes se titulaban Lippe, Albuquerque, Minas, 1.ª Armada, 2.ª Armada, Cascaes, Setubal, Peniche, 1.ª Elvas, 2.ª Elvas, Serpa, 1.ª Olivença, 2.ª Olivença, Campo Major, Castello de Vide, Lagos, Faro, 1.ª Oporto, 2.ª Oporto, Viana, Valença, Almeida, Gena Major, y Bragança. Había una unidad adicional de infantería ligera conocida como la Legión D'Alorna. Los 12 regimientos de caballería portuguesa tenían originalmente equipo de coraceros. Los regimientos se llamaban Caés, Alcantara, Mecklenburg, Elvas, Évora, Moira, Olivença, Almeida, Castello Branco, Miranda, Chaves y Bragança. La Legión D'Alorna también contaba con un contingente de caballería que se equipaba con uniformes de húsar.
El ejército portugués había sido modernizado en 1762 por Federico Guillermo de Schaumburg-Lippe, pero la administración del ejército pronto se corrompió. Los coroneles y capitanes cobraban la paga y los suministros del gobierno para sus soldados. Pero la tentación de beneficiarse de este acuerdo resultó irresistible. Los oficiales, mal pagados, a menudo se embolsaban los fondos de los soldados que figuraban en las listas de reclutamiento pero que estaban ausentes o no existían. El soborno y la malversación de fondos llevaron a unidades con poca fuerza, a soldados de caballería sin caballos y a depósitos del regimiento sin suministros.
Durante la breve guerra de las Naranjas de 1801 se puso de manifiesto la debilidad del ejército portugués. A raíz de ese conflicto, a cada uno de los 24 regimientos de infantería de línea se le añadió un segundo batallón. El número de compañías por batallón se redujo de siete a cinco, pero los efectivos de las compañías pasaron de 116 a 150 soldados. Los 12 regimientos de caballería de línea pasaron a tener 470 soldados cada uno y se eliminaron las corazas. El número de regimientos de artillería de 989 hombres se incrementó de tres a cuatro y se crearon diez compañías de artillería de fortaleza. La fuerza nominal del ejército portugués, de 48 396 hombres, incluía 36 000 soldados de infantería de línea, 5640 soldados de caballería de línea, 3956 artilleros, 1300 artilleros de fortaleza y 1500 legionarios e ingenieros. Pero después de 1801, el sistema anterior de abusos continuó, de modo que el ejército puede haber contado con tan sólo 20 000 hombres en 1807.

## Invasión

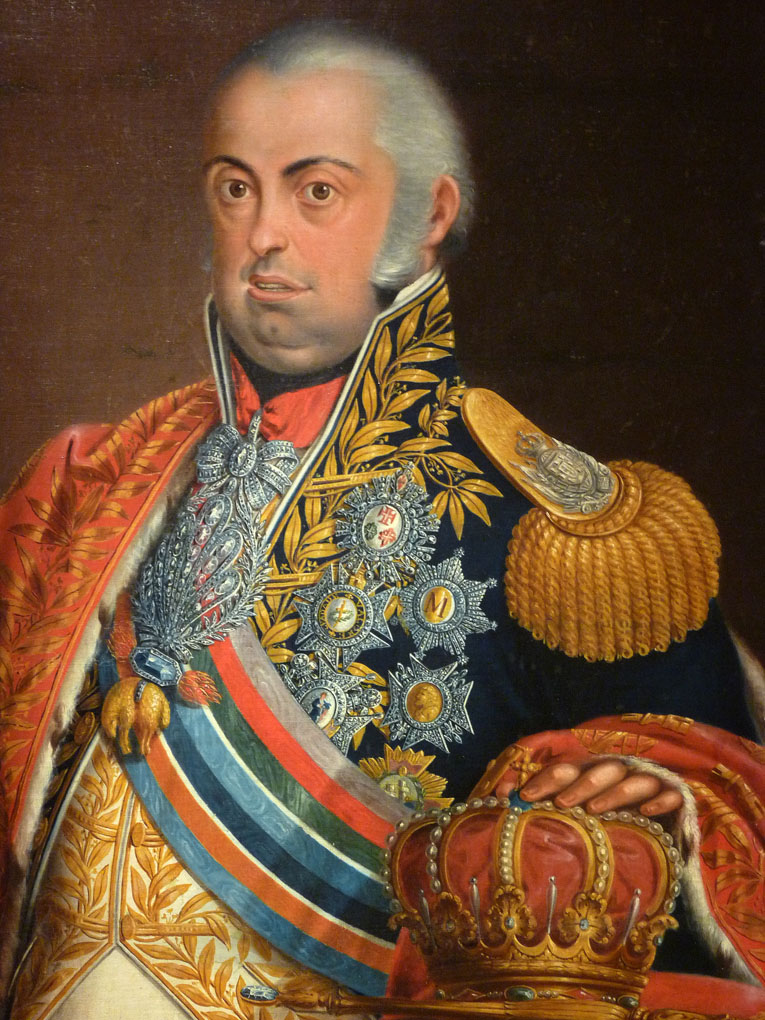
Príncipe Regente Juan

El 12 de noviembre de 1807, el cuerpo de Junot entró en Salamanca, en el oeste de España, después de marchar unos 300 millas (483 km) en 25 días. Sin que lo supieran sus aliados españoles, los ingenieros franceses estaban tomando notas en secreto sobre todas las fortalezas y puntos estratégicos de su línea de marcha. Ese día, Junot recibió nuevas órdenes que le instaban a darse prisa. La ruta normal de invasión es un corredor 200 millas (322 km) de longitud vía Almeida y Coímbra. En su lugar, Junot recibió instrucciones de avanzar hacia el oeste desde Alcántara por el valle del Tajo hasta Portugal, una distancia de sólo 120 millas (193 km). Preocupado por la posibilidad de que Gran Bretaña interviniera en Portugal o de que los portugueses se resistieran, Napoleón decidió acelerar el calendario de la invasión.
Desgraciadamente para Junot y sus soldados, la nueva ruta pasaba por una zona con pocos habitantes y caminos muy deficientes. Sin embargo, Napoleón declaró: "No quiero que la marcha del ejército se retrase ni un solo día. 20 000 hombres pueden alimentarse en cualquier lugar, incluso en un desierto". La marcha hacia el sur desde Ciudad Rodrigo hasta Alcántara por Perales del Puerto se realizó en cinco días bajo la fría lluvia. En este duro camino a través de colinas y barrancos, la mitad de los caballos del ejército murieron, una cuarta parte de los soldados se rezagaron, y todas las piezas de artillería, excepto seis, quedaron atrás. En Alcántara, Junot se apropió de municiones y provisiones de las tropas españolas que custodiaban el puente sobre el Tajo.

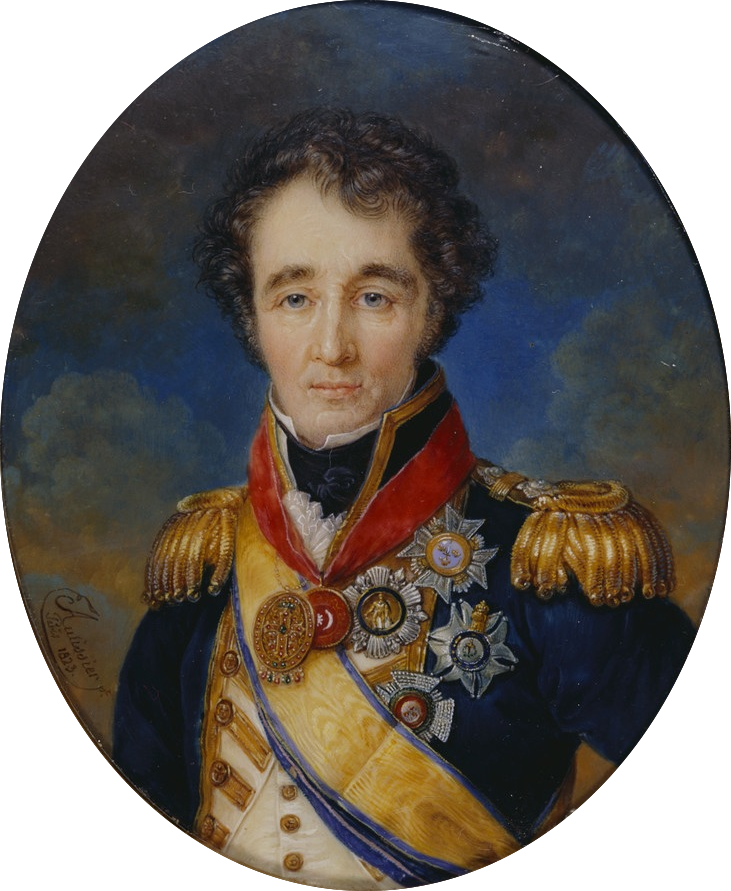
Almirante Sidney Smith

El 19 de noviembre de 1807, Junot partió hacia Lisboa. Si las carreteras eran malas en el lado español de la frontera, las de Portugal eran peores. El camino a lo largo del valle del Tajo era una mera pista a través de un desierto rocoso, siendo Castelo Branco la única ciudad importante de la zona. En medio de una lluvia continua, la avanzadilla entró cojeando en Abrantes el 23 de noviembre. La retaguardia del cuerpo se cerró el 26 de noviembre. Para entonces, los únicos cañones que acompañaban a la columna eran cuatro piezas de artillería a caballo españolas, mientras que la mitad de los soldados estaban rezagados o merodeando.

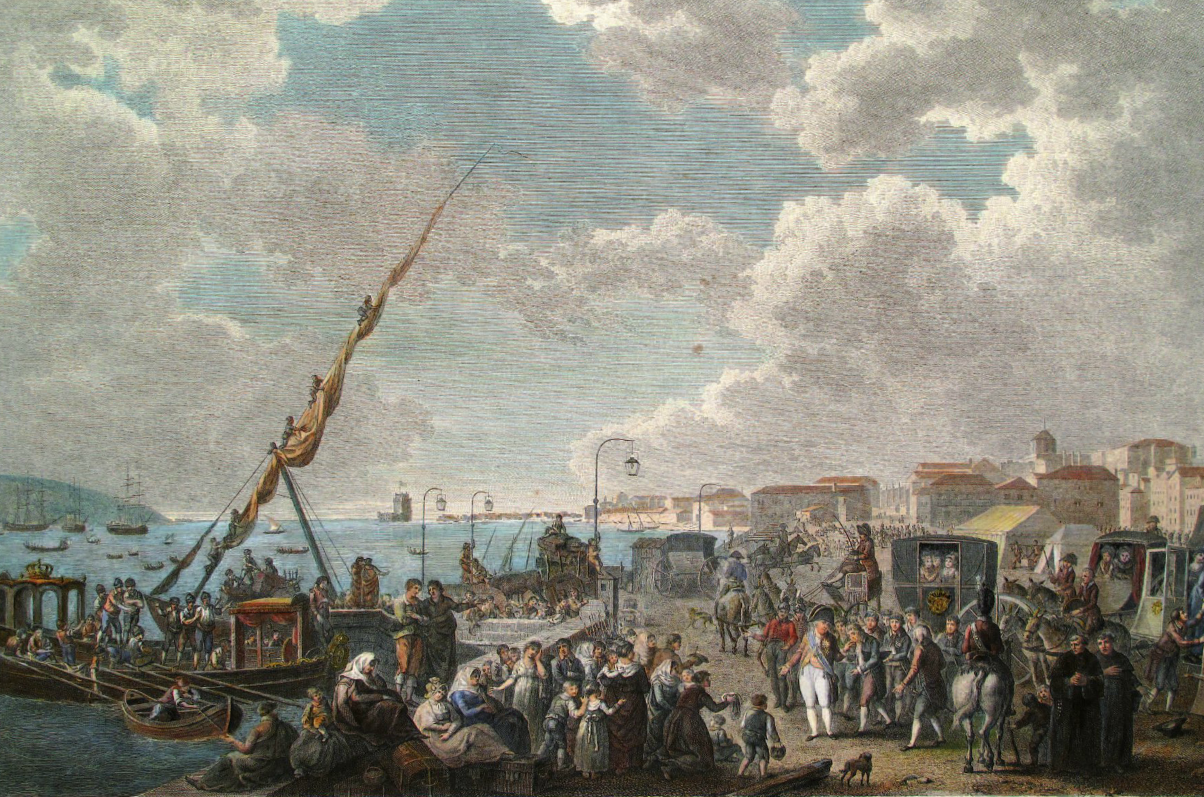
La familia real portuguesa escapa a Brasil

Mientras tanto, las autoridades portuguesas estaban en estado de pánico. Al principio, el Príncipe Regente estaba convencido de que Napoleón no quería realmente deponerlo. A medida que las intenciones hostiles del emperador se hacían más evidentes, Juan declaró la guerra al Reino Unido el 20 de octubre y se apoderó de los pocos súbditos británicos que quedaban el 8 de noviembre. Sin embargo, empezaron a llegar a Lisboa informes inquietantes sobre la marcha de Junot por España. A pesar de estos acontecimientos, el gobierno de Juan no movilizó al ejército regular portugués ni llamó a la milicia para defender el reino. Poco después, el almirante Sidney Smith apareció frente a Lisboa con una escuadra británica y declaró que el puerto estaba bloqueado. Los británicos estaban preocupados por la presencia en Lisboa de una escuadra rusa al mando del almirante Dmitry Senyavin y alarmados por la posibilidad de que la flota portuguesa en Lisboa cayera en manos de Napoleón, lo que significaría que 14 navíos de línea, 11 fragatas y 7 buques menores se habrían unido a la Armada francesa.
Junot fue recibido en Abrantes por un emisario del Príncipe Regente. Con la esperanza de evitar una ocupación francesa, el diplomático ofreció someterse bajo varias condiciones degradantes. Comprendiendo que los portugueses estaban postrados, Junot organizó cuatro batallones formados por los mejores hombres que le quedaban y partió hacia Lisboa, que aún estaba 75 millas (121 km). Sin un solo cañón ni caballería, 1500 soldados franceses entraron tambaleándose en Lisboa el 30 de noviembre, con los cartuchos empapados y los uniformes hechos jirones. No hubo oposición. La infantería de Junot tardó diez días en llegar y la artillería aún más. Sus soldados de caballería empezaron inmediatamente a remontar con caballos incautados a la población local.
Aunque los franceses ocuparon Lisboa sin disparar un solo tiro, su presa había escapado. Mientras el ejército de Junot se acercaba, el Príncipe Regente dudaba entre ofrecer una completa sumisión o huir a Brasil. Finalmente, el almirante Smith publicó una edición del 13 de octubre del Moniteur de París que declaraba que la Casa de Braganza había sido depuesta. Ante esto, Juan tomó la decisión de escapar. Cargó con su familia, sus cortesanos, sus documentos de estado y su tesoro a bordo de la flota. Se le unieron en la huida muchos nobles, mercaderes y otros. Con 15 barcos de guerra y más de 20 transportes, la flota de refugiados levó anclas el 29 de noviembre y  zarpó hacia la colonia de Brasil. La huida había sido tan caótica que 14 carros cargados de tesoros se quedaron en los muelles.

## Ocupación

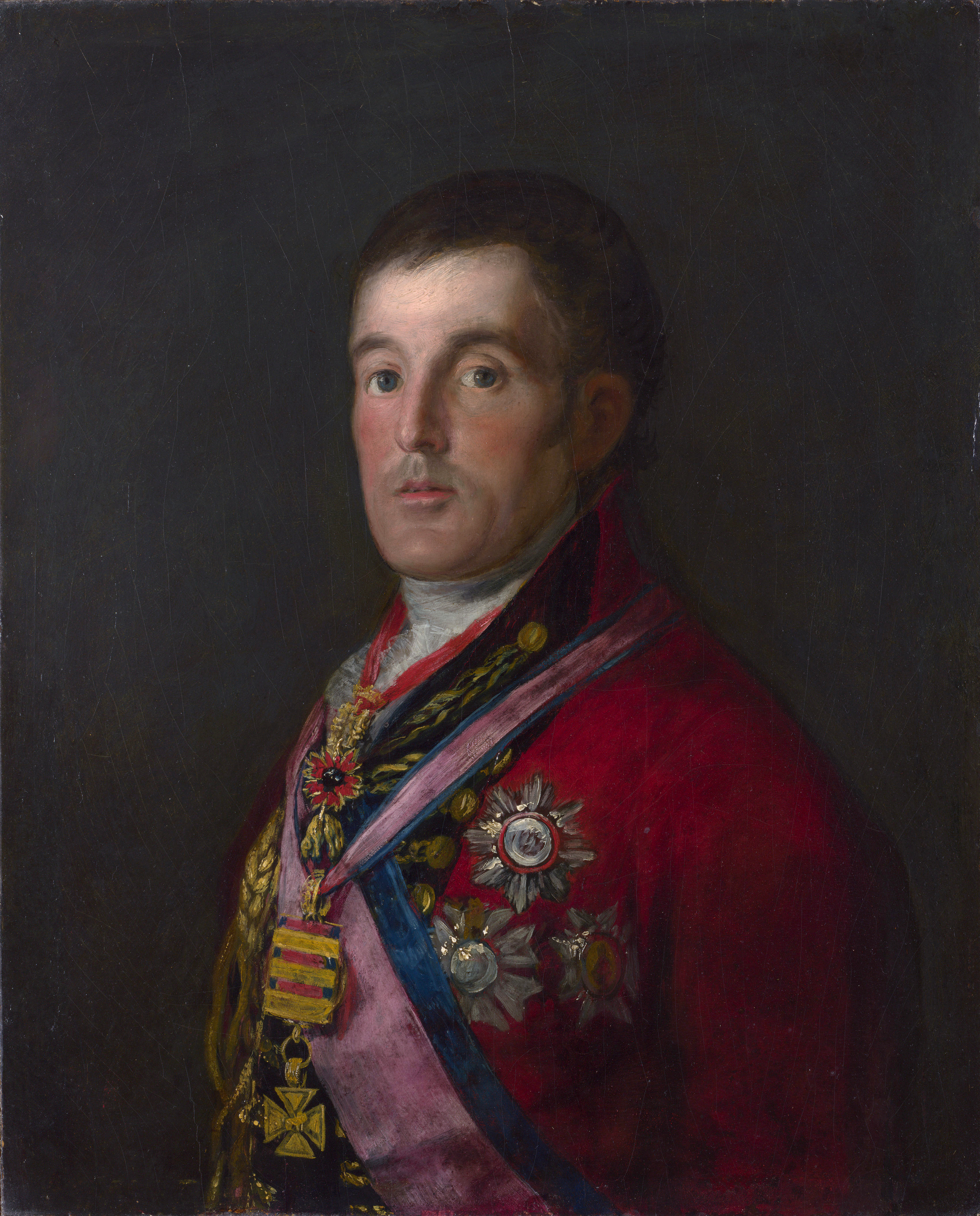
Arthur Wellesley

La columna española de Solano invadió tardíamente Portugal el 2 de diciembre de 1807 mientras Taranco ocupaba Oporto el 13 de diciembre. La única resistencia fue ofrecida por el gobernador del Valença, que se negó a abrir sus puertas a la columna del norte. Sólo cedió cuando comprobó que Lisboa había caído y el Príncipe Regente había huido. Mientras que las autoridades civiles portuguesas se mostraban en general serviles con sus ocupantes, el pueblo llano estaba enfadado. Cuando Junot izó la bandera francesa en los edificios públicos de Lisboa el 13 de diciembre, estalló un motín. Las tropas montadas fueron enviadas a las calles para dispersar a la multitud con la fuerza. Como una de sus primeras medidas, Junot disolvió el ejército portugués dando de baja a todos sus soldados con menos de un año y más de seis de servicio. Los restantes fueron asignados a nueve nuevas unidades y la mayoría fueron enviados al norte de Alemania para realizar tareas de guarnición. Dos unidades portuguesas fueron empleadas por los franceses en el asalto del 2 de agosto de 1808 durante el primer sitio de Zaragoza. Fueron 265 hombres del 5.º de Infantería y 288 hombres de los Cazadores. La Legión portuguesa luchó en la batalla de Wagram en julio de 1809 bajo el mando del general Carcôme Lobo. La Legión contaba con 1471 soldados de infantería en tres batallones y 133 de caballería en dos escuadrones. En 1812 las tropas portuguesas fueron reorganizadas en tres regimientos y participaron en la invasión napoleónica de Rusia. Pocos de estos desafortunados hombres sobrevivieron a la campaña.
Junot hizo todo lo posible por calmar la situación tratando de mantener a sus tropas bajo control. Sin embargo, su tarea se vio mermada por las nuevas órdenes de Napoleón. Junot recibió instrucciones de confiscar los bienes de las 15 000 personas que habían huido a Brasil y de imponer una multa de 100 millones de francos a la nación. Los refugiados se habían llevado casi la mitad de la moneda portuguesa y los franceses apenas pudieron reunir el dinero suficiente para mantener el ejército de ocupación. Sin embargo, los duros impuestos provocaron un amargo resentimiento entre la población. En enero de 1808 hubo ejecuciones de personas que se resistieron a las exacciones de los franceses. La situación era peligrosa, pero la mayoría de los líderes del país se habían ido a Brasil, sin dejar a nadie que liderara una insurrección.
En la primavera siguiente, el ejército de ocupación contaba con 25 000 soldados activos, gracias a los aproximadamente 4000 refuerzos que llegaron a principios de 1808. La situación cambió tras el Levantamiento del Dos de Mayo español. Junot pronto se encontró con que todas las comunicaciones con París estaban cortadas por la revuelta española. El 6 de junio de 1808, la noticia de la rebelión llegó a Oporto, donde se encontraba el general Belestá con 6000 soldados españoles, ya que Taranco había muerto durante el invierno. Tras apresar al general de división François Jean Baptiste Quesnel y a su escolta de 30 hombres, Belestá marchó con sus tropas para unirse a los ejércitos que luchaban contra los franceses. Entre el 9 y el 12 de junio, el noroeste de Portugal estalló en revueltas. La siguiente acción fue la batalla de Évora el 29 de julio de 1808. La intervención británica se produjo a principios de agosto, cuando el general Sir Arthur Wellesley y 9000 soldados desembarcaron en la bahía de Mondego.